# Ганиська (станція)
Ганиська, або Ганиська при Кошицях (словац. Haniska pri Košiciach) — проміжна вантажно-пасажирська станція на лінії № 160 між Зволеном і Кошицями в Словаччині. Розташована поблизу села Ганиськ  на відстані 6 кілометрів від станції Барца , яка розташована в Кошицях та 4 км від станції Гутніки. 
12 жовтня 1896 року була введена в експлуатацію дільниця між станціями Барца та Турня-над-Бодвоу.
Від Кошиць підходять дві колії 1435 мм під напругою 3 кВ постійного струму. Далі до Зволена лінія одноколійна, неелектрифікована. Станційний парк стандартної колії налічує 10 колій. Окремо існує грузовий парк. Рух пасажирських та приміських потягів існує тільки на європейській лінії. 
Станція є кінцевою ширококолійної залізниці з Ужгорода, яка також електрифікована з напругою 3 кВ постійного струму. Станційний парк широкої колії налічує 7 колій.
Від станцій відходять під'їзні колії (як стандартної, так і широкої) до металургійного комбінату U.S. Steel Košice та деяких інших логістичних компаній. В основному станція обслуговує металургійний комбінат. Зі сходу, з України, сюди доставляють залізну руду, а з заходу, з Острави — вугілля. Також збільшується транспортування контейнерів по широкій магістралі.
Станція має локомотивне депо для локомотивів обох колій та вагоноремонтну майстерню.